# Tomás Mejía
O general Tomás Mejía (Pinal de Amoles, 17 de setembro de 1820 - Santiago de Querétaro, 19 de junho de 1867) foi um militar conservador mexicano. Iniciou seus serviços militares em 1841, sendo-lhe conferido o cargo de alferes. Participou da Batalha de la Angostura contra os invasores norte-americanos.

## Guerra da Reforma
Em 28 de março de 1858 foi nomeado comandante-geral do território de Sierra Gorda. Em 25 de julho do mesmo ano, comandante-geral do estado de Querétaro, e, em 18 de abril de 1859, de Guanajuato e Querétaro; por sua atuação nos combates de Tacubaya, nos quais o general Márquez derrotou Santos Degollado, Mejía recebeu a promoção a General de Divisão.

## Império Mexicano

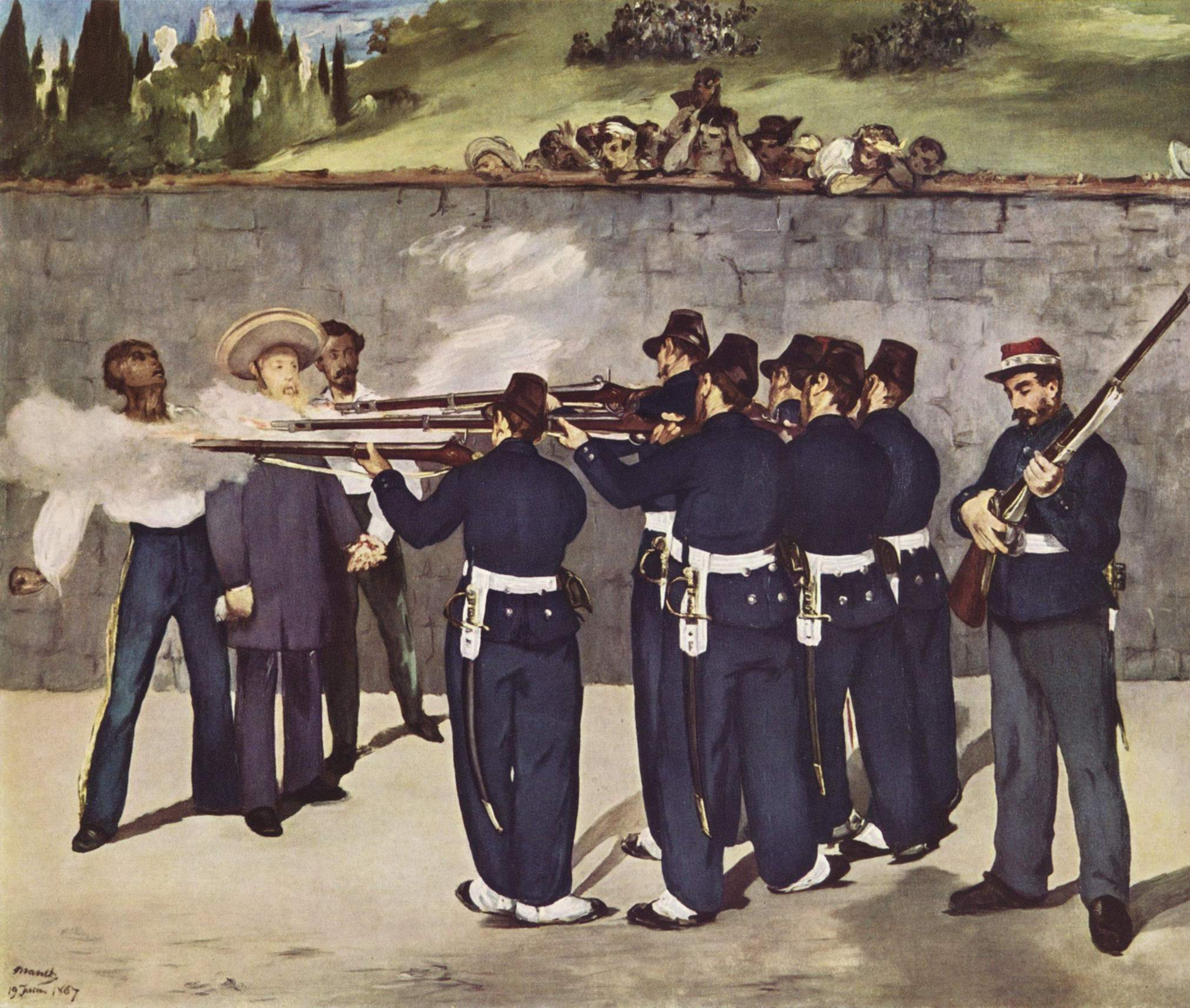
A Execução do Imperador Maximiliano (1868–69), óleo sobre tela, 252 x 305 cm, de Édouard Manet. Kunsthalle Mannheim. Mejía é o executado da esquerda.

Sempre serviu nas fileiras conservadoras e como defensor do império de Maximiliano, apoiou muitos combates no norte do país. Em 20 de outubro de 1866 foi comissionado para formar uma divisão de dez mil homens, destinada a recuperar as praças de Saltillo, Monterrey e Matamoros, que estavam em poder dos republicanos. Mejía se encontrava em Querétaro quando chegou Maximiliano, tendo participado de todas as operações de defesa da praça, sempre distinguindo-se por seu arrojo e valor.
Comandante da Cavalaria do Império, foi capturado depois da entrega de La Cruz e, julgado por um conselho de guerra, morreu fuzilado junto do General Miguel Miramón e do Imperador Maximiliano I de México, em Cerro de las Campanas, Querétaro, 1867.